# Ruvo del Monte
Ruvo del Monte ist eine süditalienische Gemeinde (comune) mit 974 Einwohnern (Stand 31. Dezember 2023) in der Provinz Potenza in der Basilikata. Die Gemeinde liegt etwa 32 Kilometer nordwestlich von Potenza und grenzt unmittelbar an die Provinz Avellino (Kampanien).
Der Norden der Gemeinde wird durch den Ofanto begrenzt.

## Geschichte
In den römischen Quellen wird der Ort als Rufrium (z. B. bei Titus Livius) mit Varietäten genannt.
Am 8. September 1694 wurde der Ort durch ein Erdbeben vollständig zerstört.

## Verkehr
Am nördlichen Rand führt die Strada Statale 401 dell’Alto Ofanto e del Vulture von Melfi nach Sant’Andrea di Conza.
Der Haltepunkt Rapone-Ruvo-San Fele liegt viele Kilometer nördlich des Ortes an der im Personenverkehr nicht mehr bedienten Bahnstrecke Avellino–Rocchetta Sant’Antonio.

## Persönlichkeiten
- Vincenzo De Luca (* 1949), Politiker, Präsident der Region Kampanien